# بله که
بله که، روستایی از توابع بخش الوت شهرستان بانه در استان کردستان ایران است. مردمان این روشتا با کار مرزی مشغولند و مردم خوب و مهربانی دارند و مکان های خیلی زیبای داری  با یه رود که همه‌ی شهروندان بانه و روستاهای اطراف  واسه سفر کوچک و با کیفیت  بله‌که را به مقصد خود‌میدانند

## جمعیت
این روستا در دهستان بله که قرار دارد و براساس سرشماری مرکز آمار ایران در سال ۱۳۸۵، جمعیت آن ۷۲۹ نفر (۱۴۳خانوار) بوده‌است.